# Шаландин, Вальдемар Сергеевич

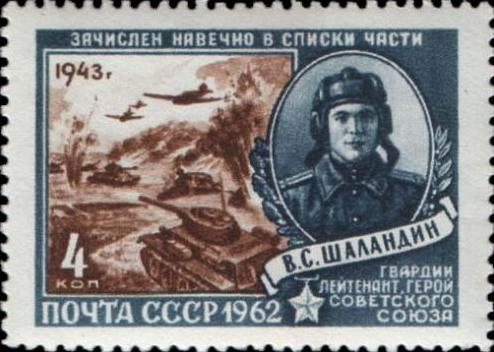
Почтовая марка СССР, 1962 год

Вальдема́р Серге́евич Шала́ндин (1924—1943) — командир взвода 1-й гвардейской танковой бригады (1-я гвардейская танковая армия, Воронежский фронт) гвардии лейтенант, Герой Советского Союза (1944).

## Биография
Родился 12 декабря 1924 года в Оренбурге в семье военнослужащего. Русский.
После окончания 10 классов в средней школе №80 Юнусабадского (тогда Кировского) района города Ташкента в 1942 году был призван в армию и направлен на учёбу в танковое училище, находившееся в  г. Чирчик Ташкентской области. В феврале 1943 года после окончания танкового училища был направлен в 1-ю танковую армию Воронежского фронта и получил назначение на должность командира танкового взвода 1-й гвардейской танковой бригады.
6 июля 1943 года Шаландин вместе со своим экипажем вступил в бой у села Яковлево (ныне Белгородской области) во время одного из сражений Курской битвы. Действуя из засады танкисты сожгли два «тигра» и один средний танк. При этом сами были подбиты, но на горящем танке пошли на таран «тигра». Нацистский танк загорелся, но погиб и весь экипаж советского танка.
Похоронен в братской могиле в посёлке городского типа Яковлево Белгородской области.
Указом Президиума Верховного Совета СССР «О присвоении звания Героя Советского Союза генералам, офицерскому, сержантскому и рядовому составу Красной Армии» от 10 января 1944 года за «образцовое выполнение боевых заданий командования на фронте борьбы с немецко-фашистскими захватчиками и проявленные при этом отвагу и геройство» удостоен посмертно звания Героя Советского Союза. Награждён также посмертно орденом Ленина.

## Память
- Навечно зачислен в списки Ташкентского танкового училища[2].
- На гранитном постаменте в посёлке Яковлево в Белгородской области стоит памятник В. С. Шаландину.
- На здании Московской школы № 434 (1301 отделение на Благуша), в память о Герое, установлена мемориальная доска[источник не указан 4985 дней].
- В 1962 году была выпущена почтовая марка СССР, посвящённая Вальдемару Шаландину.
- В 1977 году при средней школе № 80, где учился Вальдемар Шаландин, был создан музей его имени. В музее имеется панорама танковой битвы.
- В городе Белгороде в его честь названа улица.
- В городе Чирчик, Ташкентская область (место дислокации танкового училища), его именем названа улица, на которой установлен бюст героя. До 2001 года был включён в список личного состава 4 роты 2 батальона курсантов Ташкентского высшего танкового командного училища (Ташкентское высшее танковое училище), выпускником которого являлся во время Великой Отечественной войны.